# Mike Dunham
Pour les articles homonymes, voir Dunham (homonymie).
Michael Francis Dunham (né le 1er juin 1972 à Johnson City, État de New York aux États-Unis) est un joueur professionnel américain de hockey sur glace qui évoluait en position de gardien de but.

## Biographie

### Carrière en club
Choisi en troisième ronde du repêchage d'entrée 1990 dans la Ligue nationale de hockey par les Devils du New Jersey, Mike Dunham joue les trois saisons suivantes avec les Black Bears de l'Université du Maine, avec lesquels il remporte le championnat NCAA en 1993. Au début de la saison 1993-1994, il joue avec l'équipe des États-Unis en vue des Jeux olympiques. Une fois de retour de Lillehammer, il fait ses débuts professionnels avec les River Rats d'Albany de la Ligue américaine de hockey. La saison suivante, durant laquelle, les River Rats gagne la coupe Calder, il partage les responsabilités dans la cage avec Corey Schwab. Avec celui-ci, il reçoit le trophée Harry-« Hap »-Holmes, remis à la paire de gardiens ayant encaissé le moins de buts, ainsi que le trophée Jack-A.-Butterfield du meilleur joueur lors des séries éliminatoires.
Après une nouvelle saison en LAH, il rejoint les Devils en LNH pour être la doublure de Martin Brodeur. À l'issue de la saison 1996-1997, la paire remporte le trophée William-M.-Jennings, équivalent du trophée Harry-« Hap »-Holmes en LNH. Un an plus tard, lors du repêchage d'expansion, il est choisi par les Predators de Nashville, pour lesquels il joue quatre saisons. En décembre 2002, il est échangé aux Rangers de New York. Durant le lock-out de la saison 2004-2005, il signe avec le Skellefteå AIK qui évolue dans le second échelon suédois. La saison suivante, de retour en LNH, il joue pour les Thrashers d'Atlanta. En septembre 2006, il retourne à New York où il joue avec les Islanders. Un an plus tard, il annonce officiellement qu'il met un terme à sa carrière de joueur professionnel.
Depuis la saison 2008-2009, il est entraîneur-assistant responsable des gardiens pour les Islanders.

### Carrière internationale
Mike Dunham a été sélectionné en équipe des États-Unis pour deux championnats du monde junior, quatre championnats du monde sénior et deux Jeux olympiques.
Lors du championnat du monde junior 1992 auquel les États-Unis finissent troisième, il est désigné meilleur gardien de but et est nommé dans l'équipe d'étoiles du tournoi. Cette même année, il est sélectionné pour le championnat du monde sénior.
Aux Jeux olympiques de 2002, il était l'un des joueurs de la sélection américaine médaillée d'argent. En 2004, il remporte une médaille de bronze au championnat du monde.

## Statistiques

### En club
| Saison     | Équipe                 | Ligue       |     | Saison régulière | Saison régulière | Saison régulière | Saison régulière | Saison régulière | Saison régulière | Saison régulière | Saison régulière | Saison régulière | Saison régulière |   | Séries éliminatoires | Séries éliminatoires | Séries éliminatoires | Séries éliminatoires | Séries éliminatoires | Séries éliminatoires | Séries éliminatoires | Séries éliminatoires | Séries éliminatoires |
| Saison     | Équipe                 | Ligue       | PJ  | V                | D                | Pr/N             | Min              | BC               | Moy              | % Arr            | Bl               | Pun              | PJ               | V | D                    | Min                  | BC                   | Moy                  | % Arr                | Bl                   | Pun                  |                      |                      |
| 1987-1988  | Canterbury School      | High-CT     | 29  |                  |                  |                  | 1 740            | 69               | 2,38             |                  | 4                |                  | -                | - | -                    | -                    | -                    | -                    | -                    | -                    | -                    |                      |                      |
| 1988-1989  | Canterbury School      | High-CT     | 25  |                  |                  |                  | 1 500            | 63               | 2,52             |                  | 2                |                  | -                | - | -                    | -                    | -                    | -                    | -                    | -                    | -                    |                      |                      |
| 1989-1990  | Canterbury School      | High-CT     | 32  |                  |                  |                  | 1 558            | 68               | 1,96             |                  | 3                |                  | -                | - | -                    | -                    | -                    | -                    | -                    | -                    | -                    |                      |                      |
| 1990-1991  | Black Bears du Maine   | NCAA        | 23  | 14               | 5                | 2                | 1 275            | 63               | 2,96             |                  | 0                | 2                | -                | - | -                    | -                    | -                    | -                    | -                    | -                    | -                    |                      |                      |
| 1991-1992  | Black Bears du Maine   | NCAA        | 7   | 6                | 0                | 0                | 382              | 14               | 2,20             |                  | 1                | 0                | -                | - | -                    | -                    | -                    | -                    | -                    | -                    | -                    |                      |                      |
| 1992-1993  | Black Bears du Maine   | NCAA        | 25  | 21               | 1                | 1                | 1 429            | 63               | 2,65             | 89,3             | 0                | 0                | -                | - | -                    | -                    | -                    | -                    | -                    | -                    | -                    |                      |                      |
| 1993-1994  | River Rats d'Albany    | LAH         | 5   | 2                | 2                | 1                | 304              | 26               | 5,12             | 85,8             | 0                | 0                | -                | - | -                    | -                    | -                    | -                    | -                    | -                    | -                    |                      |                      |
| 1994-1995  | River Rats d'Albany    | LAH         | 35  | 20               | 7                | 8                | 2 120            | 99               | 2,80             | 89,8             | 1                | 2                | 7                | 6 | 1                    | 419                  | 20                   | 2,86                 | 89,5                 | 1                    | 6                    |                      |                      |
| 1995-1996  | River Rats d'Albany    | LAH         | 44  | 30               | 10               | 2                | 2 592            | 109              | 2,52             | 90,8             | 1                | 12               | 3                | 1 | 2                    | 182                  | 5                    | 1,65                 | 91,8                 | 1                    | 0                    |                      |                      |
| 1996-1997  | Devils du New Jersey   | LNH         | 26  | 8                | 7                | 1                | 1 013            | 43               | 2,55             | 90,6             | 2                | 2                | -                | - | -                    | -                    | -                    | -                    | -                    | -                    | -                    |                      |                      |
| 1996-1997  | River Rats d'Albany    | LAH         | 3   | 1                | 1                | 1                | 184              | 12               | 3,91             | 87,1             | 0                | 0                | -                | - | -                    | -                    | -                    | -                    | -                    | -                    | -                    |                      |                      |
| 1997-1998  | Devils du New Jersey   | LNH         | 15  | 5                | 5                | 3                | 773              | 29               | 2,25             | 91,3             | 1                | 0                | -                | - | -                    | -                    | -                    | -                    | -                    | -                    | -                    |                      |                      |
| 1998-1999  | Predators de Nashville | LNH         | 44  | 16               | 23               | 3                | 2 472            | 127              | 3,08             | 90,8             | 1                | 4                | -                | - | -                    | -                    | -                    | -                    | -                    | -                    | -                    |                      |                      |
| 1999-2000  | Predators de Nashville | LNH         | 52  | 19               | 27               | 6                | 3 077            | 146              | 2,85             | 90,8             | 0                | 6                | -                | - | -                    | -                    | -                    | -                    | -                    | -                    | -                    |                      |                      |
| 1999-2000  | Admirals de Milwaukee  | LIH         | 1   | 1                | 0                | 0                | 60               | 1                | 1,00             | 93,3             | 0                | 0                | -                | - | -                    | -                    | -                    | -                    | -                    | -                    | -                    |                      |                      |
| 2000-2001  | Predators de Nashville | LNH         | 48  | 21               | 21               | 4                | 2 810            | 107              | 2,28             | 92,3             | 4                | 2                | -                | - | -                    | -                    | -                    | -                    | -                    | -                    | -                    |                      |                      |
| 2001-2002  | Predators de Nashville | LNH         | 58  | 23               | 24               | 9                | 3 316            | 144              | 2,61             | 90,6             | 3                | 2                | -                | - | -                    | -                    | -                    | -                    | -                    | -                    | -                    |                      |                      |
| 2002-2003  | Predators de Nashville | LNH         | 15  | 2                | 9                | 2                | 819              | 43               | 3,15             | 89,2             | 0                | 0                | -                | - | -                    | -                    | -                    | -                    | -                    | -                    | -                    |                      |                      |
| 2002-2003  | Rangers de New York    | LNH         | 43  | 19               | 17               | 5                | 2 467            | 94               | 2,29             | 92,4             | 5                | 0                | -                | - | -                    | -                    | -                    | -                    | -                    | -                    | -                    |                      |                      |
| 2003-2004  | Rangers de New York    | LNH         | 57  | 16               | 30               | 6                | 3 148            | 159              | 3,03             | 89,6             | 2                | 0                | -                | - | -                    | -                    | -                    | -                    | -                    | -                    | -                    |                      |                      |
| 2004-2005  | Skellefteå AIK         | Allsvenskan | 3   |                  |                  |                  |                  |                  | 1,36             | 94,5             |                  | 25               | 10               |   |                      |                      |                      | 3,49                 | 87,9                 |                      | 2                    |                      |                      |
| 2005-2006  | Thrashers d'Atlanta    | LNH         | 17  | 8                | 5                | 2                | 779              | 36               | 2,77             | 89,3             | 1                | 0                | -                | - | -                    | -                    | -                    | -                    | -                    | -                    | -                    |                      |                      |
| 2005-2006  | Gladiators de Gwinnett | ECHL        | 2   | 2                | 0                | 0                | 120              | 5                | 2,50             | 86,1             | 0                | 2                | -                | - | -                    | -                    | -                    | -                    | -                    | -                    | -                    |                      |                      |
| 2006-2007  | Islanders de New York  | LNH         | 19  | 4                | 10               | 3                | 979              | 61               | 3,74             | 88,9             | 0                | 0                | -                | - | -                    | -                    | -                    | -                    | -                    | -                    | -                    |                      |                      |
| Totaux LNH | Totaux LNH             | Totaux LNH  | 394 | 141              | 178              | 44               | 21 653           | 989              | 19               | 2,74             | 90,8             |                  | -                | - | -                    | -                    | -                    | -                    | -                    | -                    | -                    |                      |                      |

### En équipe nationale
| Saison    | Équipe         | Compétition                 |    | PJ | V | D | Pr/N  | Min | BC   | Moy  | % Arr | Bl | Pun                |  | Résultat |
| 1991      | États-Unis U20 | Championnat du monde junior | 3  | 1  | 2 | 0 | 180   | 11  | 3,67 |      | 0     | 0  | 4e place           |  |          |
| 1992      | États-Unis U20 | Championnat du monde junior | 6  | 5  | 0 | 1 | 360   | 14  | 2,33 | 92,6 | 0     |    | Médaille de bronze |  |          |
| 1992      | États-Unis     | Matchs de préparation       | 3  | 0  | 1 | 1 | 157   | 10  | 3,82 |      | 0     |    |                    |  |          |
| 1992      | États-Unis     | Championnat du monde        | 3  | 0  | 1 | 0 | 107   | 7   | 3,92 | 88,9 |       | 0  | 7e place           |  |          |
| 1993      | États-Unis     | Championnat du monde        | 1  | 1  | 0 | 0 | 60    | 1   | 1,00 | 96,8 | 0     | 0  | 6e place           |  |          |
| 1993-1994 | États-Unis     | Matchs de préparation       | 33 | 22 | 9 | 2 | 1 983 | 125 | 3,78 |      | 2     |    |                    |  |          |
| 1994      | États-Unis     | Jeux olympiques             | 3  | 0  | 1 | 2 | 180   | 15  | 5,00 | 82,6 | 0     | 0  | 8e place           |  |          |
| 1998      | États-Unis     | Championnat du monde        | 2  | 0  | 1 | 0 | 40    | 4   | 6,00 | 80,0 | 0     | 0  | 12e place          |  |          |
| 2002      | États-Unis     | Jeux olympiques             | 1  | 1  | 0 | 0 | 60    | 0   | 0,00 | 100  | 1     | 0  | Médaille d'argent  |  |          |
| 2004      | États-Unis     | Championnat du monde        | 4  | 1  | 3 | 0 | 237   | 10  | 2,53 | 91,5 | 0     |    | Médaille de bronze |  |          |

## Transactions en carrière
- 26 juin 1998 : réclamé par les Predators de Nashville depuis les Devils du New Jersey lors du repêchage d'expansion 1998
- 12 décembre 2002 : échangé aux Rangers de New York par les Predators en retour de Rem Murray, Tomáš Klouček et Marek Židlický
- 31 janvier 2005 : signé par le Skellefteå AIK comme agent libre
- 2 septembre 2005 : signé par les Thrashers d'Atlanta comme agent libre
- 29 septembre 2006 : signé par les Islanders de New York comme agent libre

## Titres et honneurs personnels
- Championnat du monde junior de hockey sur glace
  - Médaille de bronze au championnat du monde junior 1992 avec l'équipe des États-Unis
  - Nommé dans l'équipe d'étoiles du championnat du monde junior 1992
  - Meilleur gardien de but du championnat du monde junior 1992
- Championnat NCAA de hockey sur glace
  - Champion NCAA 1993 avec les Black Bears du Maine
  - Champion de Hockey East 1992 et 1993 avec les Black Bears du Maine
  - Nommé dans la première équipe d'étoiles de Hockey East 1993
  - Nommé dans la première équipe américaine du championnat NCAA-Est 1993
- Ligue américaine de hockey
  - Champion de la coupe Calder 1995 avec les River Rats d'Albany
  - Récipiendaire du trophée Harry-« Hap »-Holmes 1995, partagé avec Corey Schwab
  - Récipiendaire du trophée Jack-A.-Butterfield 1995, partagé avec Corey Schwab
  - Nommé dans la seconde équipe d'étoiles 1996
- Ligue nationale de hockey
  - Récipiendaire du trophée William-M.-Jennings 1997, partagé avec Martin Brodeur
- Jeux olympiques d'hiver
  - Vice-champion olympique aux Jeux olympiques d'hiver de 2002 avec l'équipe des États-Unis
- Championnat du monde de hockey sur glace
  - Médaille de bronze au championnat du monde 2004 avec l'équipe des États-Unis